# Asparagus longipes
Asparagus longipes är en sparrisväxtart som beskrevs av John Gilbert Baker. Asparagus longipes ingår i släktet sparrisar, och familjen sparrisväxter.
Artens utbredningsområde är Kamerun. Inga underarter finns listade i Catalogue of Life.